# CYP1B1
سیتوکروم P450 1B1 آنزیمی است که در انسان توسط ژن CYP1B1 کدگذاری می‌شود.